# Fullmetal Alchemist (film)
Fullmetal Alchemist (鋼の錬金術師?, Hagane no renkinjutsushi) è un film del 2017 diretto da Fumihiko Sori, è basato sull'omonima serie manga di Hiromu Arakawa, che copre i primi quattro volumi della trama originale. È stato distribuito in Giappone dalla Warner Bros. Pictures il 1º dicembre 2017. La sigla del film, "Kimi no Soba ni Iru yo", è interpretata da Misia. Nel 2022 sono usciti due sequel: Fullmetal Alchemist - La vendetta di Scar e Fullmetal Alchemist - Alchimia finale.

## Trama

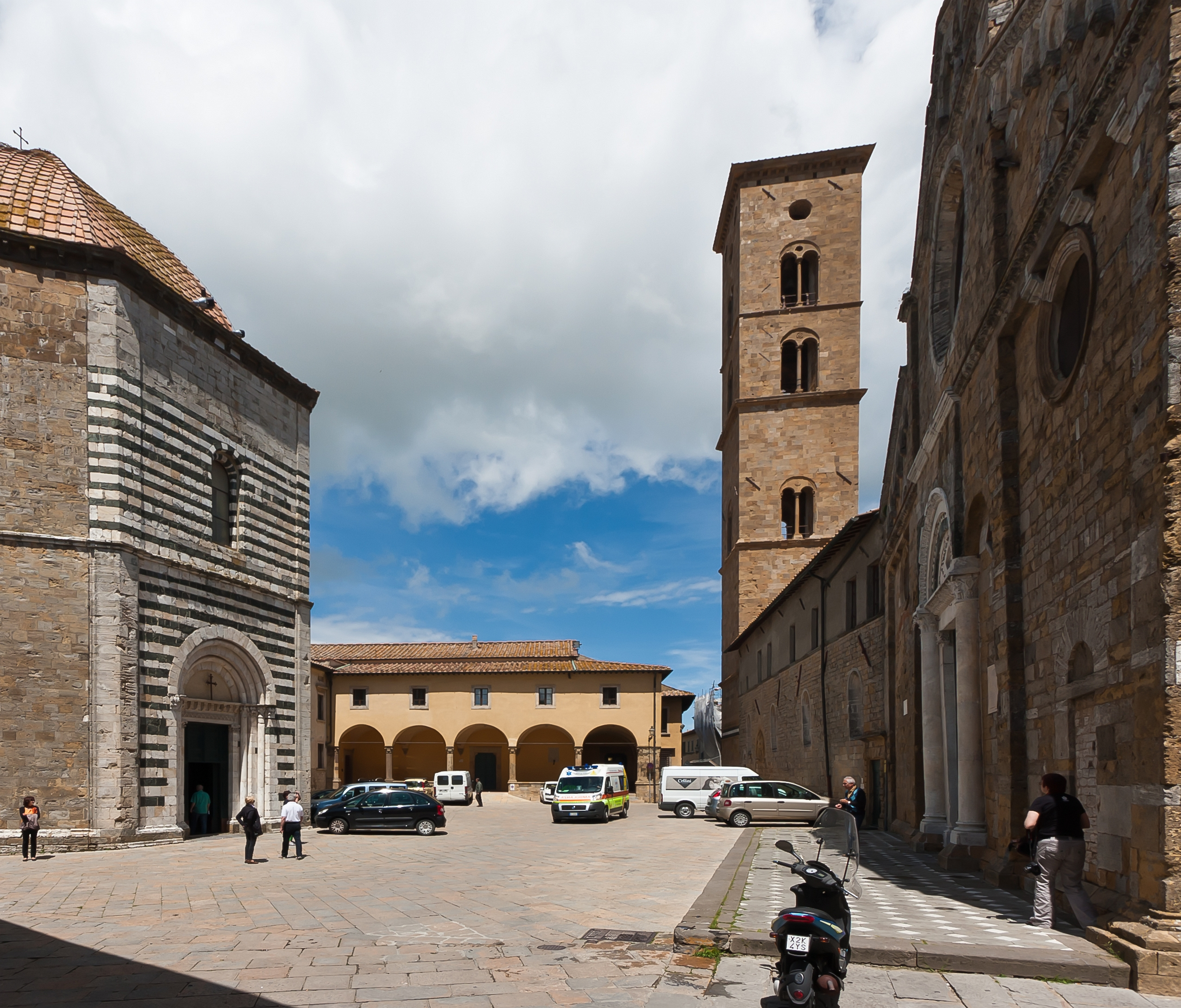
Le riprese sono state avviate a giugno 2016 nella città italiana di Volterra. In Piazza San Giovanni lo scontro con i mostri di pietra al termine del quale crolla la torre campanaria del Duomo.

Nel paese immaginario di Amestris, i figli Edward Elric e suo fratello minore Alphonse vivono in una città rurale con la madre Trisha mentre imparano l'alchimia da autodidatta. Quando i fratelli commettono l'atto tabù della Trasmutazione Umana per resuscitare Trisha dopo che è morta di malattia, gli si ritorce contro e affrontano le conseguenze attraverso la Legge dello Scambio Equivalente: Edward perde la gamba sinistra, mentre Alphonse viene trascinato nella Porta della Verità. Edward sacrifica il suo braccio destro per salvare l'anima di suo fratello e legarla a un'armatura. I suoi arti mancanti vengono sostituiti con protesi "automail" realizzate dal meccanico di automail della città la cui nipote, Winry Rockbell, è un'amica d'infanzia dei fratelli.
Edward riceve un invito dal colonnello Roy Mustang ad arruolarsi nell'esercito. Dopo essere diventato il più giovane Alchimista di Stato del paese con il titolo di "Alchimista Fullmetal", lui e Alphonse iniziano la loro ricerca per trovare la leggendaria Pietra Filosofale che può ripristinare i loro corpi. Anni dopo, i fratelli, ormai adolescenti, ricevono aiuto dal maggiore generale Hakuro dopo un altro tentativo fallito di trovare la pietra. Hakuro li presenta a Shou Tucker, un'autorità di bio-alchimia che ha ottenuto le sue credenziali di Alchimista di Stato creando una chimera parlante. Tucker li indica al dottor Tim Marcoh, che ha creato una pietra filosofale prima di nascondersi.
Quando Edward e Winry trovano Marcoh, viene assassinato da Lust, un assassino. Al ritorno, Edward e Alphonse sono inorriditi nello scoprire che Tucker ha trasmutato la sua giovane figlia Nina e il suo cane insieme per creare una chimera parlante umana nel tentativo di non perdere le sue credenziali di Alchimista di Stato. Fanno arrestare Tucker, anche se non prima che cerchi di mettere Alphonse contro Edward, facendo litigare i fratelli. L'amico intimo di Edward e Mustang, il maggiore Maes Hughes, fa una scoperta inquietante dagli appunti di Marcoh, ma viene ucciso da Envy, socio di Lust. Usando gli appunti di Marcoh, Edward viene condotto al Quinto Laboratorio clandestino, dove trova l'ormai pazzo Tucker che tiene in ostaggio Alphonse e Winry. Quando Edward scopre che le Pietre Filosofali sono state create in modo non etico da vite umane, ha un crollo, rendendosi conto che non può più dipendere da quel metodo.
Lust uccide Tucker, rivelandosi come un homunculus. Hakuro si rivela essere il loro partner, rivelando che i militari hanno creato le Pietre Filosofali usando ostaggi umani. Attiva un esercito di homunculi Mannequin Soldier con le Pietre, ma viene ucciso da loro. Mentre i militari distruggono i manichini, Mustang uccide Lust e strappa la pietra filosofale che alimentava il suo corpo. Dà a Edward la pietra in modo che possa restaurare Alphonse, ma i fratelli rifiutano, ora che sanno come sono fatti. Invece, Edward usa la pietra per apparire davanti al corpo di suo fratello alla Porta della Verità e promette di trovare un altro modo per riportarlo in vita.
In una scena a metà dei titoli di coda, si scopre che Envy è sopravvissuta all'attacco di Mustang mentre la sua vera forma parassita fugge dai resti carbonizzati del suo corpo umano.

## Produzione
Il film era originariamente previsto per essere prodotto nel 2013, ma a causa del basso budget e della tecnologia, è stato ritardato fino a quando non è stato annunciato ufficialmente per la produzione nel maggio 2016. Secondo la conferenza stampa del direttore nel marzo 2017:
Visto che i personaggi principali sono i due fratelli, dove c'è Ed, ci sarà sempre Al. Anche solo sulla base di questo, la quantità di CG utilizzata diventa enorme. In questo lavoro, sto usando una tecnologia che è stata utilizzata nei film di Hollywood come The Avengers. Stiamo usando un sacco di nuove tecniche che non sono mai state usate nei film giapponesi prima..."

Dal momento che la storia originale è composta da 27 volumi, l'ho ridotta in due ore, ma rimarremo fedeli al manga. ... Non ho intenzione di cambiare l'ambientazione, la visione del mondo, e fare una storia diversa... Naturalmente avremo la pietra filosofale... [ nella storia].
Sull'adattamento del materiale originale, Fumihiko Sori ha dichiarato: "Voglio creare uno stile che segua il più possibile il manga originale. Il cast è interamente giapponese, ma il background culturale è l'Europa. Tuttavia, è uno stile che non rappresenta una razza o un paese specifico". Per quanto riguarda la fedeltà dell'adattamento, che ha personaggi di etnia non giapponese, il regista ha detto: "Non ci sarà mai una scena in cui un personaggio dice qualcosa che lo identifichi come giapponese".
Sori ha detto a Oricon di avere un profondo affetto per la storia che racconta la "verità della vita" e ha detto: "È il mio più grande desiderio trasformare questa meravigliosa storia in un film, e non è un'esagerazione dire che sto vivendo per questo motivo". Ha aggiunto che "vuole creare un film meraviglioso che utilizzi tecniche che sfidano Hollywood" e ha osservato che al giorno d'oggi le tecniche cinematografiche giapponesi sono progredite notevolmente.
Le riprese principali si sono svolte in Italia. Le riprese sono state avvistate a Volterra (identificata come Reole dalle 06:53 alle 12:54) nella prima settimana di giugno e alcune scene sono continuate le riprese in Giappone da giugno e terminate il 26 agosto 2016.
La società giapponese di VFX OXYBOT inc. ha fornito gli effetti visivi per il film. Il primo teaser visual è stato presentato il 31 dicembre 2016. La versione aggiornata con gli auguri di Capodanno 2017 è stata svelata il giorno seguente con il testo "Felice anno nuovo". Nel febbraio 2017, hanno svelato la data di uscita del 1º dicembre, con l'apparizione in CG di Alphonse.
Il 19 febbraio 2018, il film è uscito su Netflix. In particolare, nel doppiaggio in lingua inglese i doppiatori Vic Mignogna, Aaron Dismuke e Caitlin Glass hanno ripreso i loro ruoli rispettivamente di Edward Elric, Alphonse Elric e Winry Rockbell dal doppiaggio Funimation della serie anime Fullmetal Alchemist.

## Accoglienza

### Critica
Il film ha ricevuto recensioni per lo più contrastanti. Il sito aggregatore di recensioni Rotten Tomatoes ha riferito che il 28% dei critici ha dato al film una recensione positiva sulla base di 18 recensioni, con una valutazione media di 4,8/10. Su Metacritic, che assegna e normalizza i punteggi delle recensioni della critica, il film ha un punteggio medio ponderato di 48 su 100 basato su 5 critici, indicando "recensioni miste o medie".

## Sequel
Nel luglio 2017, Sori e Yamada hanno dichiarato che un sequel era in fase di sviluppo. All'inizio di marzo 2022, è stato annunciato che due sequel sarebbero stati pubblicati durante l'anno: Fullmetal Alchemist - La vendetta di Scar (鋼の錬金術師 完結編 - 復讐者スカー?, Hagane no renkinjutsushi: Kanketsu-hen - Fukushūsha Sukā) e Fullmetal Alchemist - Alchimia finale (最後の錬成?, Hagane no renkinjutsushi: Kanketsu-hen - Saigo no rensei), con Mackenyu che interpreta il ruolo di Scar. Sono usciti rispettivamente il 20 maggio e il 24 giugno. Sono diventati disponibili su Netflix rispettivamente il 20 agosto e il 24 settembre.